# Saison 2014 des Rockies du Colorado
La saison 2014 des Rockies du Colorado est la 22e saison en Ligue majeure de baseball pour cette équipe.
Gagnants de 66 matchs contre 96 défaites, les Rockies passent du dernier à l'avant-dernier rang de la division Ouest de la Ligue nationale en 2014, mais perdent 8 matchs de plus que la saison précédente. Il s'agit d'une 4e saison perdante de suite pour la franchise. Favori à la mi-saison au titre annuel de joueur par excellence de la ligue, Troy Tulowitzki se blesse à la hanche et son année se termine après 91 parties. Les blessures forcent Carlos González, Michael Cuddyer et Jhoulys Chacín à l'inactivité pour de longues périodes. À sa première année au Colorado, Justin Morneau remporte le championnat des frappeurs de la Ligue nationale.

## Contexte
Malgré la présence du champion frappeur de la saison 2013 en Ligue nationale, Michael Cuddyer, les Rockies terminent pour la seconde fois en deux ans au 5e et dernier rang de leur division, la division Ouest. Ils remportent 10 matchs de plus que l'année précédente mais connaissent une 3e campagne perdante de suite, avec 74 victoires et 88 défaites.

## Intersaison

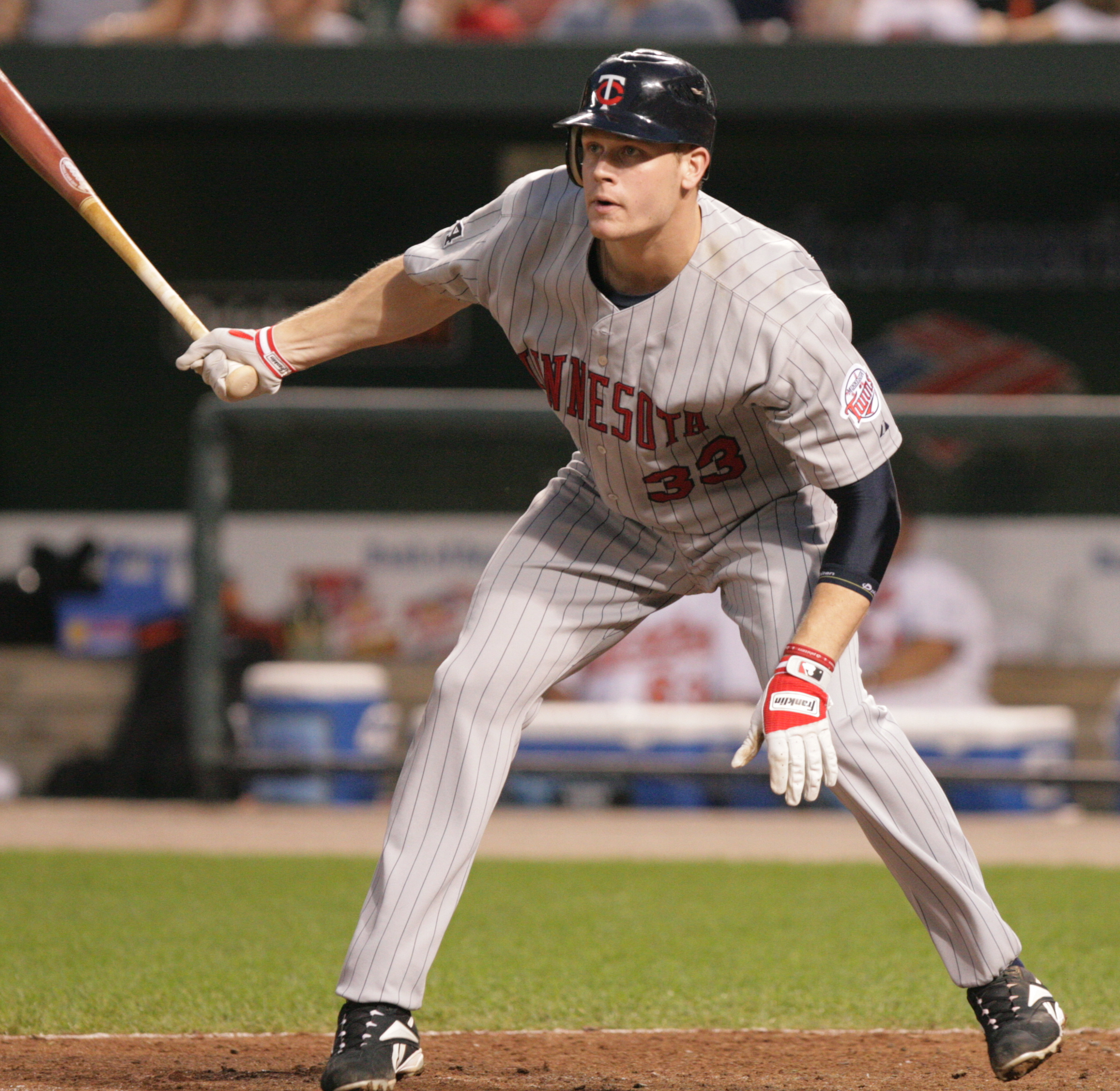
Justin Morneau rejoint les Rockies pour 2014.

Les Rockies sont particulièrement actifs sur le marché des transactions en décembre 2013, alors qu'ils concluent quatre transactions. Le 3 décembre, le voltigeur Dexter Fowler, qui avait fait ses débuts chez les Rockies en 2008, est cédé aux Astros de Houston pour le voltigeur Brandon Barnes et le lanceur droitier Jordan Lyles.
Le 10 décembre, le lanceur partant gaucher Drew Pomeranz, qui n'a jamais répondu aux attentes au Colorado après son acquisition des Indians de Cleveland en 2011, passe aux Athletics d'Oakland en compagnie de Brett Jansen, un lanceur droitier des ligues mineures. Les Rockies reçoivent en retour le lanceur gaucher Brett Anderson.
Deux échanges sont complétés le 18 décembre. Le voltigeur Drew Stubbs est acquis de Cleveland en retour du lanceur gaucher Josh Outman. Puis le joueur d'arrêt-court Jonathan Herrera est transféré aux Red Sox de Boston contre le releveur gaucher Franklin Morales et le lanceur droitier des mineures Chris Martin.
Le 13 décembre, les Rockies mettent sous contrat Justin Morneau, joueur de premier but autrefois gagnant du prix du joueur par excellence de la Ligue américaine. Celui qui a terminé la saison 2013 avec les Pirates de Pittsburgh rejoint les Rockies à la faveur d'un contrat de 12,5 millions de dollars pour deux ans. Le lanceur de relève gaucher Boone Logan s'amène au Colorado en provencance des Yankees de New York le 16 décembre sur un contrat de 16,5 millions de dollars pour 3 saisons. Le lanceur droitier LaTroy Hawkins, maintenant âgé de 41 ans, signe après une saison chez les Mets de New York un contrat de 2,5 millions pour un an avec les Rockies.
Le lanceur gaucher Pedro Hernández, ancien des Twins du Minnesota, l'ancien voltigeur des Orioles de Baltimore Jason Pridie et l'ex-receveur des Pirates de Pittsburgh Michael McKenry signent des contrats des ligues mineures avec Colorado durant l'intersaison.
Le receveur Yorvit Torrealba, le lanceur gaucher Jeff Francis et les lanceurs droitiers Rafael Betancourt et Mitchell Boggs ne reçoivent pas de nouveau contrat et quittent le Colorado. Un autre lanceur droitier, Collin McHugh, est perdu au ballottage et réclamé par Houston.

## Calendrier pré-saison
L'entraînement de printemps 2014 des Rockies se déroule du 28 février au 29 mars.

## Saison régulière
La saison régulière de 162 matchs des Rockies débute le 31 mars par une visite aux Marlins de Miami et se termine le 28 septembre suivant. Le premier match local au Coors Field de Denver est joué le 4 avril contre les Diamondbacks de l'Arizona.

### Classement
| Ligue nationale (Division Ouest) | V  | D  | %    | Diff. | Diff. (séries) |
| -------------------------------- | -- | -- | ---- | ----- | -------------- |
| Dodgers de Los Angeles           | 94 | 68 | ,580 | -     | -              |
| Giants de San Francisco          | 88 | 74 | ,543 | 6     | -              |
| Padres de San Diego              | 77 | 85 | ,475 | 17    | 11             |
| Rockies du Colorado              | 66 | 96 | ,407 | 28    | 22             |
| Diamondbacks de l'Arizona        | 64 | 98 | ,395 | 30    | 24             |

### Mai
- 5 mai : Troy Tulowitzki des Rockies est élu joueur du mois d'avril 2014 dans la Ligue nationale après avoir mené le circuit pour le pourcentage de présence sur les buts, la moyenne de puissance et les points marqués au cours du premier mois de la saison régulière[16].
- 8 mai : Nolan Arenado établit le nouveau record de franchise des Rockies en prolongeant à 28 matchs sa séquence de matchs avec au moins un coup sûr amorcée le 9 avril précédent. Il bat le record de 27 parties établi en 2013 par Michael Cuddyer[17].

### Juillet
- 6 juillet : L'arrêt-court Troy Tulowitzki des Rockies est élu sur l'équipe partante au match des étoiles 2014 avec 5 349 456 voix, le plus haut total parmi les joueurs de la Ligue nationale et le 3e plus élevé des majeures après José Bautista et Mike Trout[18].
- 19 juillet : Parmi les favoris au titre annuel de joueur par excellence de la saison[19] et meneur de la ligue pour la moyenne au bâton (,302), la moyenne de présence sur les buts (,432) et la moyenne de puissance (,603)[20], Troy Tulowitzki est blessé à la hanche lors d'un match à Pittsburgh et voit sa saison 2014 prendre fin[21].
- 29 juillet : Au Wrigley Field de Chicago, les Rockies perdent 4-3 face aux Cubs un match de 16 manches joué en 6 heures et 27 minutes. C'est le plus long match de l'histoire des deux franchises. Pour les Rockies, il surpasse en durée un match de 22 manches ayant duré 6 heures et 16 minutes contre San Diego le 17 avril 2008[22].

### Août
- 17 août : Michael Cuddyer des Rockies devient contre les Reds de Cincinnati le 30e joueur de l'histoire à réussir le cycle (un simple, un double, un triple et un circuit dans le même match) à deux reprises durant sa carrière[23]. Cuddyer, qui l'avait accompli avec Minnesota en 2009, n'est que le 3e joueur après Bob Watson (1977 et 1979) et John Olerud (1997 et 2001) à en réussir un dans chacune des deux ligues, Nationale et Américaine[23].

### Septembre
- 28 septembre : Justin Morneau, des Rockies, termine la saison avec une moyenne au bâton de ,319 qui en fait le 7e joueur des Rockies à remporter le championnat des frappeurs de la Ligue nationale. C'est un 9e titre de la moyenne au bâton par un membre des Rockies, Larry Walker, le premier Canadien champion frappeur avant Morneau, ayant terminé premier à 3 reprises[24].